# Palacio de Badeni (Koropets)
El palacio del conde Badeni — es una residencia familiar de Stanislav Badeni, que se encuentra en el pueblo de Korópets , Óblast de Ternópil . Monumento arquitectónico de importancia local.

## Datos
Actualmente, el monumento se encuentra en un estado de deterioro. En 2013, el techo del palacio se derrumbó. Y un año después, en septiembre de 2014, colapsaron también las cubiertas entre el primer y segundo piso de la parte central y derecha del edificio.
El palacio forma parte del Liceo Regional de Koropets con preparación militar y física intensificada.